# Église Sainte-Marie-aux-Fleurs de Saint-Maur
L'église Sainte-Marie-aux-Fleurs est une église catholique située à Saint-Maur-des-Fossés, dans le diocèse de Créteil (Val-de-Marne), en France,.

## Description
C'est un édifice construit en pierre sur un plan allongé. Un chevet plat termine sa nef unique.

## Historique
Construite par l'Œuvre des Chantiers du Cardinal, la première pierre est posée le 25 avril 1937.